# ジョイフル・ジュークボックス・ミュージック
『ジョイフル・ジュークボックス・ミュージック』（Joyful Jukebox Music）は、1976年にモータウンから発売されたジャクソン5のコンピレーション・アルバム。グループがモータウンを去り、エピック・レコードへ移籍した後にリリースされた。

## 解説
収録曲の大半は、『スカイライター』（1973年）及び『ゲット・イット・トゥゲザー』（1973年）制作時に録音された未発表音源で、2001年に発売された『スカイライター』と『ゲット・イット・トゥゲザー』の2 in 1 CDには、本作からの「プライド・アンド・ジョイ」と「ラヴ・イズ・ザ・シング・ユー・ニード」がボーナス・トラックとして追加収録された。また、本作は2004年に『ブギー』（1979年）との2 in 1という形で初CD化され、その際に「ハム・アロング・ザ・ダンス」の未編集ヴァージョンもボーナス・トラックとして収録された。
Lindsay Planerはオールミュージックにおいて5点満点中3点を付け、「スルー・シック・アンド・シン」及び「メイク・トゥナイト・オール・マイン」に関して「『スカイライター』や『ゲット・イット・トゥゲザー』に収録された、どの曲よりも優れていると言っていい」と評する一方、マーヴィン・ゲイのカヴァー「プライド・アンド・ジョイ」を「過剰なオーバーホール」、「ウィアー・ヒア・トゥ・エンターテイン・ユー」を「私的な感傷」と批判している。

## 収録曲
1. ジョイフル・ジュークボックス・ミュージック - "Joyful Jukebox Music" (Tom Bee, Michael Edward Campbell) - 3:14
2. ウィンドウ・ショッピング - "Window Shopping" (Clay Drayton, Tamy Smith, Pam Sawyer) - 2:48
3. ユアー・マイ・ベスト・フレンド・マイ・ラヴ - "You're My Best Friend, My Love" (Sam Brown III, Christine Yarian) - 3:24
4. ラヴ・イズ・ザ・シング・ユー・ニード - "Love Is the Thing You Need" (Fonce Mizell, Larry Mizell) - 3:06
5. エターナル・ライト - "The Eternal Light" (Mel Larson, Jerry Marcellino) - 3:15
6. プライド・アンド・ジョイ - "Pride and Joy" (Norman Whitfield, Marvin Gaye, William Stevenson) - 2:43
7. スルー・シック・アンド・シン - "Through Thick and Thin" (M. Larson, J. Marcellino) - 3:03
8. ウィアー・ヒア・トゥ・エンターテイン・ユー - "We're Here to Entertain You" (Hal Davis, Nita Garfield, Charlotte O'Hara) - 3:01
9. メイク・トゥナイト・オール・マイン - "Make Tonight All Mine" (Freddie Perren, Christine Yarian) - 3:18
10. ウィアー・ゴナ・チェンジ・アワ・スタイル - "We're Gonna Change Our Style" (Clay Drayton, Judy Cheeks) - 2:48